# Доктор Кто (спецвыпуски, 2023)
Спецвыпуски 2023 года британского научно-фантастического телесериала «Доктор Кто» включают три серии сериала, специально приуроченные к празднованию 60-летия проекта. В качестве главного сценариста вернулся Расселл Ти Дейвис. Выход первой серии, «Звёздный зверь», состоялся 25 ноября 2023 года, показ последней серии, «Смешок», был 9 декабря 2023 года. Премьера состоялась на канале BBC One в Великобритании и Ирландии, а в остальном мире — на стриминговом сервисе Disney+. Дэвид Теннант вновь исполнил роль Доктора, но на этот раз его четырнадцатое воплощение, в то время как Кэтрин Тейт вернулась к роли его спутницы, Донны Ноубл.
Режиссёрами трёх спецвыпусков были Рэйчел Талалэй, Том Кингсли и Чания Баттон. Съёмки переместились из студии Roath Lock Studios в Wolf Studios, представители которой стали сопродюсерами сериала, и проходили с мая по июль 2022 года.

## Эпизоды
| Номер истории в сериале | Номер спец- выпуска | Название                              | Длина     | Режиссёр       | Сценарист                                                         | Дата выхода в эфир | Зрителей (млн) | Индекс оценки (из 100) |
| --- | ------------------- | ------------------------------------- | --------- | -------------- | ----------------------------------------------------------------- | ------------------ | -------------- | ---------------------- |
| 301 | 1                   | «Звёздный зверь» «The Star Beast»     | 57 минут  | Рэйчел Талалэй | Расселл Ти Дейвис, на основе истории Пата Миллса и Дэйва Гиббонса | 25 ноября 2023     | 7,61           | 84                     |
| Четырнадцатый Доктор сталкивается с Донной Ноубл и её семьёй. После крушения космического корабля Доктор встречает научную сотрудницу ЮНИТ Ширли и задаётся вопросом, почему у него снова лицо десятой инкарнации и почему вновь встретил Донну. Дочь Донны Роза находит пушистого пришельца по имени Мип и безуспешно прячет Мипа от Донны в сарае, после чего к Ноублам в дом приходит Доктор. Доброжелательный образ Мипа оказывается обманом. Мип — мегаломан, чей корабль уничтожит Лондон, если дать ему запуститься. Ради остановки корабля Доктору приходится пробудить воспоминания Донны. Но от этого Донна не умирает из-за рождения Розы, которой передалась часть метакризиса. Мип оказывается в плену. Донна и Роза освобождаются от метакризиса внутри них. Доктор предлагает Донне навестить её дедушку Уилфреда, но ТАРДИС становится неподконтрольной и дематериализуется.                                                                        |                     |                                       |           |                |                                                                   |                    |                |                        |
| 302 | 2                   | «Дикая синяя даль» «Wild Blue Yonder» | 54 минуты | Том Кингсли    | Расселл Ти Дейвис                                                 | 2 декабря 2023     | 7,14           | 83                     |
| ТАРДИС совершает аварийную посадку на заброшенном космическом корабле на краю вселенной. Почувствовав опасность, ТАРДИС дематериализуется, оставляя Доктора и Донну на борту. Они сталкиваются с неизвестными существами, которые пытаются имитировать Доктора и Донну. Доктор понимает, что они пытаются проникнуть вглубь вселенной и что чем больше он и Донна думают и действуют, тем лучше существа копируют их. Героям выясняют, что капитан корабля запустила очень медленный обратный отсчёт для уничтожения корабля и покончила с собой, чтобы существа не получили контроль над кораблём. Доктор ускоряет отсчёт, ТАРДИС возвращается, позволяя героям спастись. Корабль взрывается вместе с существами. Доктор и Донна возвращаются на аллею, с которой улетели, и встречают там Уилфреда. Он сообщает им, что начался конец света, и просит Доктора о помощи.                                                                                           |                     |                                       |           |                |                                                                   |                    |                |                        |
| 303 | 3                   | «Смешок» «The Giggle»                 | 61 минута | Чания Баттон   | Расселл Ти Дейвис                                                 | 9 декабря 2023     | 6,85           | 85                     |
| В Лондоне 1925 года помощник создателя телевидения Джона Лоуги Бэрда покупает у Игрушечника игрушку для трансляции изображения. В наше время Игрушечник погружает мир в хаос. Доктор и Донна посещают ЮНИТ, где работают Кейт Летбридж-Стюарт, Мэл Буш и Ширли, и выясняют, что причина — в смехе, спрятанном во всех экранах в момент зарождения телевидения. Доктор играет с Игрушечником во вторую игру, проигрывает и требует третью решающую. Игрушечник выстреливает в Доктора. Четырнадцатый Доктор проходит через би-генерацию в Пятнадцатого Доктора, одновременно сохраняя при этом собственное тело. Два Доктора выигрывают в третьей игре и изгоняют Игрушечника, который угрожает им приходом своего легиона. Некто подбирает золотой зуб Игрушечника, в котором заключён Мастер. Пятнадцатый Доктор создаёт новую ТАРДИС, оставляет её предыдущему Доктору, который решает осесть на Земле с семьёй Донны, а сам отправляется дальше на своей ТАРДИС. |                     |                                       |           |                |                                                                   |                    |                |                        |

### Дополнительные эпизоды
| Номер эпизода | Название                                       | Длина   | Режиссёр       | Сценарист         | Дата выхода    | Зрителей (млн) |
| --- | ---------------------------------------------- | ------- | -------------- | ----------------- | -------------- | -------------- |
| 1 | «Пункт назначения: Скаро» «Destination: Skaro» | 5 минут | Джейми Донохью | Расселл Ти Дейвис | 17 ноября 2023 | 3,77           |
| На планете Скаро Даврос (Джулиан Блич) представляет своему помощнику мистеру Каставиллиану (Маваан Ризван) новое смертоносное изобретение. Даврос покидает помещение, куда сразу после прилетает ТАРДИС, отрывая от прототипа клешню. Недавно регенерировавший Четырнадцатый Доктор выходит из машины времени и замечает изобретение Давроса. Доктор случайно подаёт Каставиллиану идею назвать прототип далеком и коронную фразу «уничтожить». Доктор осознаёт, что попал на зарождение далеков, дарит Каставиллиану вантуз на замену клешне и улетает, чтобы не нарушить последовательность событий. Даврос возвращается и одобряет замену на вантуз. |                                                |         |                |                   |                |                |

## Актёрский состав

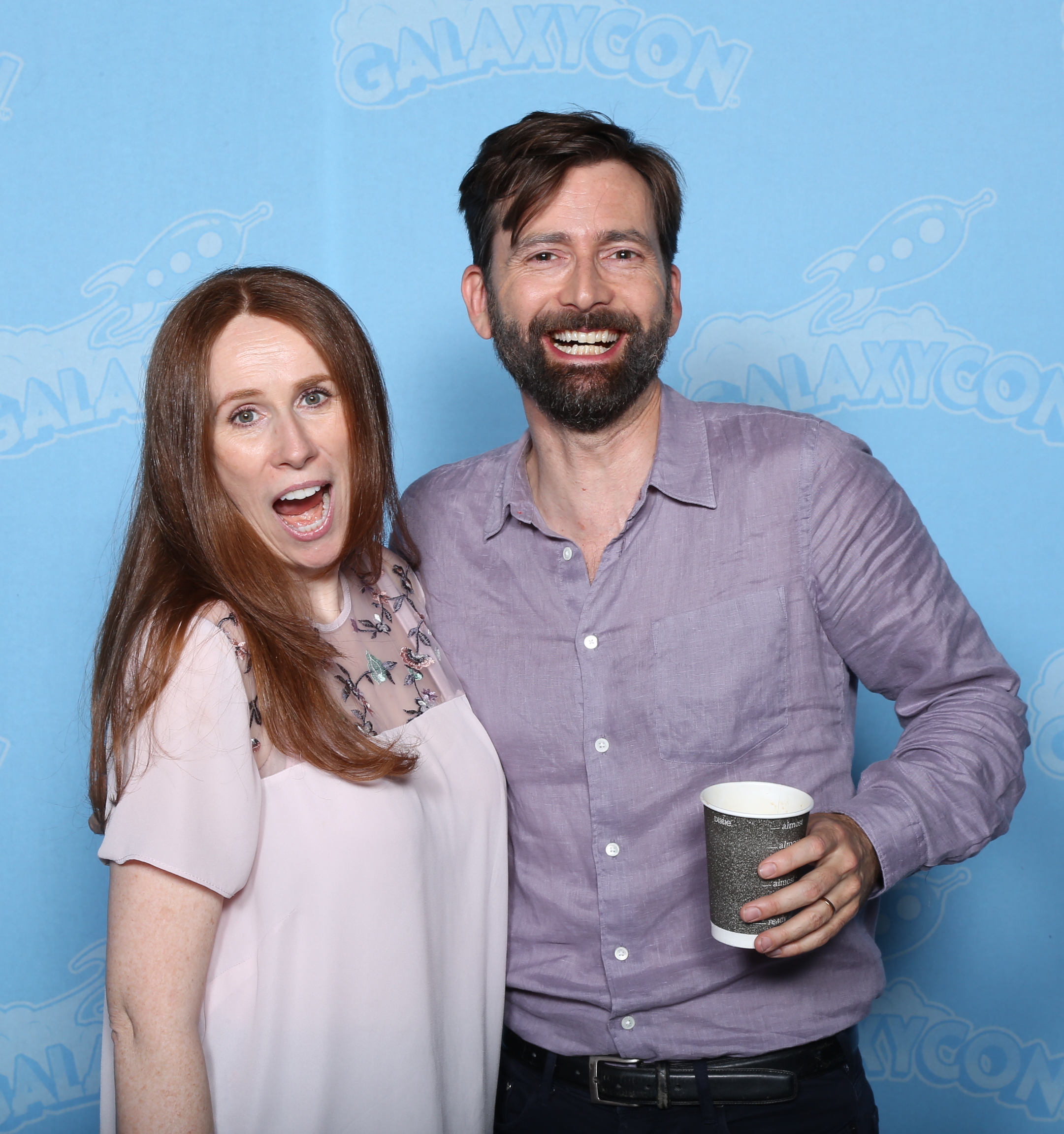
Тейт и Теннант, которые появятся в спецвыпусках к 60-летию сериала «Доктор Кто» как Донна Ноубл и Четырнадцатый Доктор

В рамках празднования 60-летия сериала Дэвид Теннант и Кэтрин Тейт вернулись в шоу. Теннант сыграет новое воплощение своего персонажа, известное как Четырнадцатый Доктор, которое уже появлялось в конце спецэпизода 2022 года «Сила Доктора». Кэтрин Тейт повторит роль его спутницы, Донны Ноубл. Также впервые появится на экранах Пятнадцатый Доктор в исполнении актёра Шути Гатвы.
Нил Патрик Харрис появится в серии «Смешок» в роли Игрушечника, персонажа-антагониста из серии «Небесный игрушечник» 1966 года. 25 декабря 2022 года стало известно, что Жаклин Кинг и Карл Коллинс также вернутся в сериал как Сильвия Ноубл и Шон Темпл соответственно. В последний раз эти персонажи появлялись в эпизоде «Конец времени», ставшем последним для Десятого Доктора. Одновременно с этим было раскрыто, что Рут Мэдли сыграет персонажа по имени Ширли Энн Бингэм. Ясмин Финни также присоединилась к актёрскому составу в качестве персонажа по имени Роза. Позднее Би-би-си раскрыли, что фамилия этого персонажа — Ноубл, потому как она является дочерью Донны Ноубл и Шона Темпла. Бернард Криббинс посмертно появился в серии «Дикая синяя даль» в роли вернувшего персонажа Уилфреда Мотта.

## Производство

### Разработка
29 июля 2021 года Би-би-си объявили, что Крис Чибнелл, выполнявший обязанности исполнительного продюсера и главного шоураннера «Доктора Кто» с 2018 года, покидает проект вместе с исполнительницей роли Тринадцатого Доктора, актрисой Джоди Уиттакер. В пресс-релизе Би-би-си Чибнелл сообщил: «Желаю моим преемникам —неважно, кого выберут Би-би-си и BBC Studios — также повеселиться, как мы! Они здесь ради удовольствия!». 25 августа 2021 года на вопрос о том, как данная ситуация повлияет на будущее программы и их предстоящий выбор, продюсер Пирс Венгер ответил, что «радикально».
24 сентября 2021 года Би-би-си раскрыли, что новым исполнительным продюсером и главным шоураннером станет Расселл Ти Дейвис, который работал над шоу в период выхода серий с Девятым и Десятым Докторами. Он сменил Чибнелла, начиная со спецвыпусков, приуроченных к 60-летию сериала. Дейвис присоединится к производственной компании Bad Wolf, основанной бывшим исполнительным продюсером «Доктора Кто» Джули Гарднер и главой драматического отдела Би-би-си Джейн Трентер. В октябре 2021 года стало известно, что большую часть акций Bad Wolf приобрела компания Sony. Начиная со спецвыпусков 2023 года Bad Wolf взяла на себя полный контроль над «Доктором Кто», позволив Би-би-си сосредоточиться на развитии сериала как всемирно известного бренда.
Вместе с Расселом Ти Дейвисом в шоу вернулся исполнительный продюсер Фил Коллинсон, также занимавший эту должность во время работы на первыми сезонами возрождённого «Доктора Кто». В марте 2022 года Дейвис подтвердил, что Bad Wolf Studios приступила к производству новых серий в Кардиффе. Уильям Освальд занялся монтажом, впервые со дня премьеры эпизода «Дважды во времени». Гарднер и Трентер заняли пост исполнительных продюсеров вместе с новоприбывшим Джоэлом Коллинсом.

### Сценарий
В декабре 2021 года Дейвис подтвердил, что сценарии к нескольким сериям годовщины и нового сезона уже готовы. Скотта Хэндкока приглавили в качестве редактора сценариев для сериала. Ранее он редактировал выпуски сериала «Доктор Кто: Конфиденциально», эпизоды «Приключений Сары Джейн», а также выполнял обязанности сценариста, режиссёра и продюсера для различных аудио-драм от Big Finish Productions. В новых сериях впервые на экране должен появится такой инопланетный персонаж как Мип Бип (Beep the Meep), который до этого был замечен лишь на страницах комиксов в журнале «Doctor Who Magazine» и в нескольких аудио-драмах.

### Съёмки
В связи с тем, что сериалом стала заниматься новая производственная компания, съёмночная команда покинула павильоны Roath Lock Studios, где созданием «Доктора Кто» занимались с 2012 года. Произошло это потому что Bad Wolf стали со-продюсерами шоу совместно с Би-би-си, для чего была основана дочерняя компания под названием «Whoniverse1 LTD», также возглавляемая Джули Гарднер и Джейн Трентер.
Съёмки спецвыпусков начались в мае 2022 года в Лондонском боро Ка́мден и завершились в июле того же года. Рэйчел Талалэй вернулась в режиссёрское кресло во время производства первого эпизода. Второй и третьей сериями занялись соответственно Том Кингсли и Чания Баттон. Вики Делау и Крис Мэй стали продюсерами сериала, их со-продюсером стала Эллен Марш. Криббинс успел принять участия в съёмках прежде, чем умер в июле 2022 года.
Производственные блоки расположились следующим образом:
| Блок | Эпизод                    | Режиссёр       | Сценарист         | Продюсер      |
| ---- | ------------------------- | -------------- | ----------------- | ------------- |
| 1    | «Звёздный зверь»          | Рэйчел Талалэй | Расселл Ти Дейвис | Вики Делоу    |
| 2    | «Дикая синяя даль»        | Том Кингсли    | Расселл Ти Дейвис | Вики Делоу    |
| 3    | «Смешок»                  | Чания Баттон   | Расселл Ти Дейвис | Вики Делоу    |
| 4    | «Пункт назначения: Скаро» | Джейми Донохью | Расселл Ти Дейвис | Скотт Хэндкок |

### Музыка
20 июля 2022 года Сегун Акинола, который выполнял обязанности композитора «Доктора Кто» с 2018 года, объявил о своём уходе после завершения работы над специальными выпусками 2022 года. 24 апреля 2023 года Би-би-си объявили, что Мюррей Голд вновь займётся музыкой к сериалу, включая и спецвыпуски 2023 года, и новый сезон.

## Релиз

### Продвижение
7 марта 2023 года Дэвид Теннант, ставший основным ведущим «Разрядки смехом» 2023 года, в рамках продвижения сериала появился в небольшом ролике в костюме Четырнадцатого Доктора. В апреле-мае 2023 года было показано несколько тизеров с обращённой аудио-дорожкой, внезапно прерывающих заставки канала BBC One, и второй тизер-трейлер, который раскрыл оригинальные названия каждого спецвыпуска и который пустили в эфир перед началом финала Евровидения-2023.
.

### Трансляция
Премьера спецвыпусков состоялась 25 ноября, 2 и 9 декабря 2023 года и была приурочена к 60-летию со дня выхода первого эпизода сериала на телевидении 23 ноября 1963 года. В октябре 2022 года Би-би-си и Disney Branded Television объявили о том, что данные эпизоды станут первыми, премьера которых одновременно состоится на стриминговом сервисе Disney+ и в Великобритании и Ирландии на канале BBC One.

### 60-летие сериала

#### Повторные релизы телевыпусков
Перед юбилеем Би-би-си заполучила права на более чем 800 эпизодов вселенной сериала, в том числе эпизоды классической и возрождённой эр сериала, сериалов «Торчвуд», «Приключения Сары Джейн, «Класс» и «Доктор Кто: Конфиденциально», для релиза на стриминговом сервисе BBC iPlayer 1 ноября 2023 года. Они стали включать опции доступности, такие как субтитры, аудиодескрипция и жестовый язык. Примечательно, что данный релиз не включал первую историю сериала, «Неземное дитя» (1963), из-за отсутствия договорённости между Би-би-си и сыном покойного сценариста истории Энтони Коберна. Би-би-си впервые использовала термин «Whoniverse» как название кинематографической вселенной.
4 ноября прошёл совместный просмотр-марафон 4-го сезона (2008) с Теннантом и Тейт в главных ролях. 23 ноября, в день юбилея, на телеканале BBC Four вышла 75-минутная колоризованная версия второй истории сериала, «Далеки» (1963), с новым звуковым дизайном и музыкальным сопровождением авторства Марка Эйрса, композитор сериала 1988—1989 годов. После неё состоялся повторный показ документальной драмы «Приключение в пространстве и времени» (2013), где в конце вместо Мэтта Смита впервые на экране в роли Пятнадцатого Доктора появился Шути Гатва. Помимо этого, из документальной драмы из-за авторских прав были вырезаны диалоги из истории «Неземное дитя». 10 июня 2024 года на DVD и Blu-ray выйдет анимированная версия утраченной истории «Небесный игрушечник» с использованием оригинальных аудиодорожек.

#### «Истории из ТАРДИС»
Первый оригинальный сериал под брендом «Whoniverse», «Истории из ТАРДИС» (англ. Tales of the TARDIS), вышел на сервисе BBC iPlayer 1 ноября 2023 года, одновременно с запуском Whoniverse. Данный сериал из шести частей включал шесть историй классической эры сериала «Доктор Кто». К ним были добавлены новые сцены в начале и конце выпусков, где соответствующие историям Доктор и спутники (их сыграли оригинальные актёры) общались, находясь в так называемой «ТАРДИС воспоминаний» (англ. Memory TARDIS).
Новая серия с участием Пятнадцатого Доктора (Шути Гатва) и Руби Сандей (Милли Гибсон), посвящённая истории «Пирамиды Марса» (1975), где впервые появился злодей Сутех, вышла на iPlayer и канале BBC Four 20 июня 2024 года, за два дня до последнего эпизода 14-го сезона сериала «Империя смерти».
| № | Название                                    | Режиссёр           | Сценарист         | Персонажи                        | Дата выхода   |
| - | ------------------------------------------- | ------------------ | ----------------- | -------------------------------- | ------------- |
| 1 | «Землетрясение» «Earthshock»                | Джошуа М. Г. Томас | Расселл Ти Дейвис | Пятый Доктор и Тиган Джованка    | 1 ноября 2023 |
| 2 | «Вор разума» «The Mind Robber»              | Джошуа М. Г. Томас | Пит Мактай        | Джейми Маккриммон и Зои Хериот   | 1 ноября 2023 |
| 3 | «Возмездие на Варосе» «Vengeance on Varos»  | Джошуа М. Г. Томас | Фил Форд          | Шестой Доктор и Пери Браун       | 1 ноября 2023 |
| 4 | «Три Доктора» «The Three Doctors»           | Джошуа М. Г. Томас | Фил Форд          | Джо Грант и Клайд Лэнгер         | 1 ноября 2023 |
| 5 | «Вмешивающийся во время» «The Time Meddler» | Джошуа М. Г. Томас | Фил Форд          | Вики и Стивен Тейлор             | 1 ноября 2023 |
| 6 | «Проклятие Фенрика» «The Curse of Fenric»   | Джошуа М. Г. Томас | Пит Мактай        | Седьмой Доктор и Эйс             | 1 ноября 2023 |
| 7 | «Пирамиды Марса» «Pyramids of Mars»         | Джейми Донохью     | Расселл Ти Дейвис | Пятнадцатый Доктор и Руби Сандей | 20 июня 2024  |

#### «Children in Need»
Специальный пятиминутный мини-эпизод под названием «Пункт назначения: Скаро» был показан по телевидению в рамках благотворительного марафона Children in Need 17 ноября 2023 года. Главную роль Четырнадцатого Доктора сыграл Теннант, мистера Каставиллиана — Маваан Ризван, роль Давроса вновь исполнил Джулиан Блич. Также в мини-эпизоде появился самый первый далек.

#### «Освобождение далеков»
Журнал «Doctor Who Magazine» выпустил комикс из 14 частей под названием «Освобождение далеков» (англ. Liberation of the Daleks), который задуман как сюжетное заполнение пробела у Четырнадцатого Доктора между регенерацией в эпизоде «Сила Доктора» и мини-эпизодом «Пункт назначения: Скаро». История канонически стала первым официальным приключением Четырнадцатого Доктора. Комикс выходил с 10 ноября 2022 года (выпуск журнала № 584) по 9 ноября 2023 года (выпуск № 597).

#### Документальные фильмы
Было объявлено о трёх документальных фильмах для телевидения в рамках празднования юбилея. Первый, «Разговаривая о „Докторе Кто“» (англ. Talking Doctor Who), был о истории классической эры сериала, и его ведущим стал Теннант. Был показан на телеканале BBC Four 1 ноября 2023 года. Второй, «Доктор Кто: 60 лет секретов и скандалов», раскрывал множество закулисных историй из классической эры. Показан на 5 канале 25 ноября 2023 года. Третий, «Расселл Ти Дейвис: Доктор и я», подробно рассказывал о Дейвисе и его возвращении в сериал на пост шоураннера. Показан на телеканале BBC One 18 декабря 2023 года.

#### Радио и аудио
23 ноября 2022 года компания Big Finish Productions объявила о специальной аудиодраме к 60-летию «Однажды и впредь» (англ. «Once and Future» с участием Четвёртого Доктора и Десятого Доктора. Выходила ежемесячно с мая по октябрь 2023 года. Дополнительный выпуск планируется в ноябре 2024 года.
BBC Radio и BBC Sounds в конце 2023 года вещали несколько специальных программ для юбилея. На BBC Radio 2 вышла аудиопрограмма «Доктор Кто в 60: Музыкальное празднование» (англ. Doctor Who @ 60: A Musical Celebration), запись концерта, прошедшего в октябре, на котором звучала музыка из разных эпох сериала, включая эксклюзив: новую аранжировку главной музыкальной темы сериала, музыкальные темы Пятнадцатого Доктора и Руби Сандей из нового сезона. На концерте выступили три шоураннера возрождённого сериала Расселл Ти Дейвис, Стивен Моффат и Крис Чибнелл. 21 и 22 октября на BBC Radio 2 вышел документальный выпуск из двух частей «Кто мы: Доктор Кто?» (англ. Who Are We: Doctor Who?). В течение всего юбилейного периода BBC Radio 2 транслировало серию выпусков «Моя жизнь в микстейпе» (англ. My Life in a Mixtape) с различными бывшими и нынешними актёрами сериала, среди них Питер Дэвисон, Николас Бриггс, Сильвестр Маккой, Бонни Лэнгфорд, Джанет Филдинг, Софи Алдред и Рут Мэдли, а также композитор сериала 2018—2022 годов Сегун Акинола. 30-минутная документальная передача «Doctor Who: The Wilderness Years» о годах между классической эрой и возрождением сериала вышла 19 ноября на BBC Radio 4. Две специальные программы на BBC Radio Wales вышли 23 ноября; одна называлась «Доктор Кто: Валлийская связь» (англ. Doctor Who: The Welsh Connection) исследовала связь сериала с Уэльсом, а во второй — «Доктор Хью» (англ. Doctor Huw) — валлийский теле- и радиоведущий Хью Стивенс рассказывал о музыке в сериале. Композитор Мюррей Голд 23 ноября презентовал часовую программу «Мюррей Голд: Беря правильные ноты» (англ. Murray Gold: Hitting the Right Notes) на радиостанции BBC Radio Solent.

#### Кроссплатформенная история
20 марта 2023 года было анонсировано о кроссплатформенной истории под названием «Doom’s Day», где главную роль Дум («величайшей убийцы во Вселенной») исполнила Суз Кемпнер. Начала выходить в июне 2023 года через цифровые каналы сериала, Penguin Random House, Doctor Who Magazine, Titan Comics, Big Finish Productions, BBC Audio и East Side Games и закончилась в октябре 2023 года.

### «Doctor Who: Unleashed»
В процессе съёмок спецвыпусков также готовился новый документальный проект о съёмках по формату документального сериала «Доктор Кто: Конфиденциально». Данный проект получил название «Doctor Who: Unleashed». 30-минутные выпуски будут транслироваться на канале BBC Three сразу после премьеры соответствующего спецвыпуска. Ведущим стал Стеффан Пауэлл. Официально шоу было объявлено 27 сентября 2023 года.
Специальный 15-минутный пилотный выпуск проекта вышел 17 ноября и посвящён съёмкам мини-эпизода «Пункт назначения: Скаро».

### DVD и Blu-ray
- (D) отмечаются издания на DVD
- (B) отмечаются издания на Blu-ray

| Сезон                 | Номера историй | Название издания                      | Количество и длина эпизодов | Дата выхода в регионе 2 | Дата выхода в регионе 4 | Дата выхода в регионе 1 |
| --------------------- | -------------- | ------------------------------------- | --------------------------- | ----------------------- | ----------------------- | ----------------------- |
| Спецвыпуски 2023 года | 301—303        | Doctor Who: 60th Anniversary Specials | 3 × 60 минут                | 18 декабря 2023 (D,B)   | н/д                     | н/д                     |

## Реакция

### Рейтинги
| № | Название эпизода   | Дата выхода в эфир | Рейтинг за день | Рейтинг за день | Консолидированный рейтинг (7 дней) | Консолидированный рейтинг (7 дней) | Консолидированный рейтинг (7 дней) | Рейтинг после 28 дней | Рейтинг после 28 дней | Индекс оценки | Ссылки                    |
| № | Название эпизода   | Дата выхода в эфир | Зрителей (млн)  | Место           | Зрителей (млн)                     | Место за день                      | Место за неделю                    | Зрителей (млн)        | Место                 | Индекс оценки | Ссылки                    |
| - | ------------------ | ------------------ | --------------- | --------------- | ---------------------------------- | ---------------------------------- | ---------------------------------- | --------------------- | --------------------- | ------------- | ------------------------- |
| 1 | «Звёздный зверь»   | 25 ноября 2023     | 5,08            | 2               | 7,605                              | 3                                  | 10                                 | 8,36                  | 10                    | 84            | [ 6 ] [ 7 ] [ 86 ] [ 87 ] |
| 2 | «Дикая синяя даль» | 2 декабря 2023     | 4,83            | 3               | 7,142                              | 3                                  | 9                                  | 8,3                   | 4                     | 83            | [ 6 ] [ 7 ] [ 86 ] [ 88 ] |
| 3 | «Смешок»           | 9 декабря 2023     | 4,62            | 3               | 6,848                              | 3                                  | 10                                 | 7,91                  | 6                     | 85            | [ 6 ] [ 7 ] [ 86 ] [ 89 ] |

### Отзывы
На сайте-агрегаторе рецензий Rotten Tomatoes 96 % из 52 критиков дали спецвыпускам 2023 года положительные отзывы.

## Новеллизации
Жаклин Кинг, Бонни Лэнгфорд и Дэн Старки, которые в сериале исполнили роли Сильвии Ноубл, Мэл Буш и Стракса (из предыдущих сезонов), озвучили аудиокниги в соответствующем порядке.
| Сезон                 | Номер истории | Название новеллизации в оригинале | Автор        | Дата выхода электронной версии | Дата выхода в мягкой обложке | Дата выхода аудиокниги |
| --------------------- | ------------- | --------------------------------- | ------------ | ------------------------------ | ---------------------------- | ---------------------- |
| Спецвыпуски 2023 года | 301           | The Star Beast                    | Гэри Расселл | 30 ноября 2023                 | 11 января 2024               | 1 февраля 2024         |
| Спецвыпуски 2023 года | 302           | Wild Blue Yonder                  | Марк Моррис  | 7 декабря 2023                 | 11 января 2024               | 1 февраля 2024         |
| Спецвыпуски 2023 года | 303           | The Giggle                        | Джеймс Госс  | 14 декабря 2023                | 11 января 2024               | 1 февраля 2024         |